# Especialitat mèdica
Una especialitat mèdica són els estudis cursats per un graduat o llicenciat en el seu període de postgrau, que doten d'un conjunt de coneixements mèdics especialitzats relatius a una àrea específica del cos humà, a tècniques quirúrgiques específiques o a un mètode diagnòstic determinat.
Segons cada país, pot variar tant el nombre com la denominació de les especialitats mèdiques, tot i que la tendència és a unificar-les. Inclús algunes especialitats mèdiques, fonamentalment les de laboratori, també són accessibles a graduats o llicenciatures en biologia, farmàcia o química en determinats països.
No són especialitats mèdiques, sinó altres professionals sanitaris: infermers, òptics, terapeutes ocupacionals, fisioterapeutes, psicòlegs, podòlegs, radiofísics hospitalaris i odontòlegs. Algunes d'aquestes altres professions tenen les seves pròpies especialitats.

## Classificació de les especialitats mèdiques

### Segons el lloc d'exercici professional
- Hospital: els metges que treballen en hospitals, centres d'especialitats o ambulatoris. Generalment se'ls anomena metges especialistes.
- Atenció primària: els metges que exerceixen en centres de salut o consultoris. Generalment se'ls anomena metges de capçalera.

### Segons la seva orientació
Les especialitats mèdiques se centren en:
- grups d'edat (pediatria, geriatria).
- aparells o sistemes del cos humà (pneumologia, cirurgia vascular).
- òrgans (oftalmologia, otorrinolaringologia).
- tècniques diagnòstiques (radiologia, microbiologia).
- tècniques terapèutiques i rehabilitadores (farmacologia, cirurgia, ortopèdia i traumatologia, rehabilitació, hidrologia).
- malalties concretes (infectologia, al·lergologia, psiquiatria).
- activitats humanes (medicina del treball, medicina de l'esport, medicina legal, medicina preventiva).

L'especialitat que inclou tots els apartats anteriors des d'una visió integral del pacient és la medicina familiar i comunitària.

### Segons la seva agrupació tradicional
Tradicionalment es divideixen en clíniques, quirúrgiques i de laboratori. Tot i que amb els avenços continus de la medicina aquests límits no són molt precisos.

#### Especialitats clíniques
Les especialitats mèdiques corresponen amb la figura tradicional de "metge": atenen personalment al pacient amb activitats preventives, diagnòstiques i terapèutiques, generalment sense utilitzar tècniques quirúrgiques.
- Al·lergologia
- Anestèsia
- Aparell digestiu o Gastroenterologia
- Cardiologia
- Endocrinologia
- Geriatria
- Hematologia
- Hidroteràpia
- Infectologia
- Medicina esportiva
- Medicina del treball
- Medicina familiar i comunitària
- Medicina intensiva
- Medicina interna
- Medicina legal i forense
- Prevenció de la malaltia
- Nefrologia
- Pneumologia
- Neurologia
- Nutrició
- Oncologia Mèdica
- Oncologia Radioteràpica
- Pediatria
- Psiquiatria
- Medicina física i rehabilitació
- Reumatologia

#### Especialitats quirúrgiques
Les especialitats quirúrgiques es corresponen amb la figura del cirurgià, i utilitzen medis invasius per tractar, modificar o extirpar físicament l'estructura patològica. Es divideixen per sistemes.
- Cirurgia Cardiovascular
- Cirurgia General i de l'Aparell Digestiu
- Cirurgia Oral i Maxilofacial
- Cirurgia Ortopèdica i Traumatologia
- Cirurgia Pediàtrica
- Cirurgia Plàstica, Estètica i Reparadora
- Cirurgia Toràcica
- Neurocirurgia

#### Especialitats medicoquirúrgiques
Són les que habitualment utilitzen tant tècniques invasives (quirúrgiques) com no invasives (farmacològiques, etc.).
- Angiologia i cirurgia vascular
- Dermatologia
- Odontologia
- Ginecologia i Obstetrícia
- Oftalmologia
- Otorrinolaringologia
- Urologia i andrologia

#### Especialitats de laboratori o diagnòstiques
D'ajuda als altres metges, realitzen diagnòstics i suggereixen tractaments als metges. La relació que tenen amb el pacient és reduïda.
- Anàlisis clíniques
- Anatomia patològica
- Bioquímica clínica
- Farmacologia
- Immunologia
- Medicina nuclear
- Microbiologia i Parasitologia
- Neurofisiologia Clínica
- Radiologia

## Espanya
A Espanya el programa de formació dels metges especialistes és el Médico Interno Residente (MIR), que sol tenir una duració de 2 a 5 anys. Es desenvolupa en hospitals o centres de salut acreditats per impartir formació especialitzada. Per l'accés a la formació especialitzada, els metges han de realitzar l'anomenat examen MIR, un examen d'oposició estatal en el que són examinats de les assignatures dels sis anys del graduat. A Espanya existeixen un total de 47 especialitats mèdiques, la majoria d'aquestes especialitats estan reconegudes pels països de la Unió Europea, tot i que alguna és pròpia del sistema sanitari espanyol.